# Долецкий, Яков Генрихович
Яков Генрихович Долецкий (настоящая фамилия — Фенигштейн; 1888, Российская империя — 19 июня 1937, СССР) — государственный и общественный деятель коммунистического движения в РСФСР, руководитель ТАСС.

## Биография
Родился в восточной Польше в 1888 году.
Принимал активное участие в социал-демократическом движении Польши и Литвы. Подвергался арестам, находился в тюрьме и ссылке.
С 1904 года — член исполкома СДКПиЛ.
С 1916 года на партийной работе.
В 1917 году — член Петербургского комитета большевиков, а вскоре и его Исполнительного комитета.
В 1917 году — член ВЦИК.
С 1919 года — заместитель председателя СНК Литовско-Белорусской ССР, член Президиума ЦИК, нарком внутренних дел Литовско-Белорусской ССР, член Политбюро ЦК КП(б) Литовско-Белорусской ССР.
С 1922 года — член Главполитпросвета и ответственный секретарь РОСТА.
В 1925—1937 годах — ответственный руководитель Телеграфного агентства СССР (ТАСС).
26 января—10 февраля 1934 года делегат XVII съезда ВКП(б) с совещательным голосом.
Застрелился 19 июня 1937 года когда узнал, что его должны арестовать.

### Семья
- Сын — Станислав Долецкий (1919—1994), академик Российской академии медицинских наук, дважды Лауреат государственных премий, известный детский хирург, писатель
  - Внук — Андрей Долецкий (1947-2019), доктор медицинских наук.[источник не указан 3051 день]
  - Внучка — Алёна Долецкая (1955), бывший редактор русской версии журнала «Vogue», бывший главный редактор журнала (2011-2016) «Interview».